# 汉斯·利普斯
汉斯·利普斯（德語：Hans Lipps, 1889年11月22日—1941年9月10日），德国现象学家、存在主义哲学家。

## 生平
利普斯于1909年在德累斯顿高中毕业，并到慕尼黑大学学习艺术史、建筑学、美学与哲学。1910年至1911年，利普斯在德累斯顿服兵役，期间继续在德累斯顿工业大学进行哲学学习。1911年春天，他转到哥廷根大学跟随埃德蒙德·胡塞尔学习。利普斯属于著名的“哥廷根现象学小组”，其成员还有”同西奥多·康拉德（Theodor Conrad）及其妻子，以及罗曼·英伽登、弗里茨·考夫曼（Fritz Kaufmann），他们都聚集在胡塞尔和莱茵那赫周围。慕尼黑现象学小组还包括艾蒂特·史坦茵，她记录了年轻的利普斯：“他瘦高身材，但也很壮；他的英俊又富有表现力的脸庞像孩子那般细嫩，他又大又圆的眼睛却满是热切——就像孩子的眼睛那样不断追问。他通常以短暂而明确的陈述发表他的意见。”
利普斯对生物学也有研究。 1912年冬天，他完成了博士论文，题为《改良培养基中植物结构变化》，之后他开始学习医学。在1914年至1918年一战期间，利普斯担任助理军医。战争结束后，他回到哥廷根和弗莱堡继续因战争中断的学业，并正式获得了医学学位。1919年，利普斯获得从医的营业执照，1920年他把博士学位论文出版，重点关注的问题是“特定的秋水仙碱衍生物的影响”。
在1921年，利普斯完成了他的任教资格论文，论文题目是《数学哲学研究》，指导教师是通过艾蒂特·史坦茵认识的数学家理查·科朗特。 利普斯与哲学家约瑟夫·科尼希（Josef König）、赫爾穆特·普萊斯納（Helmuth Plessner）和乔治·米施（Georg Misch）保持着密切的个人联系。在1923/24学年，他和米施开办了一个有关意义理论（解释学）的研讨会。1928年，利普斯出任马堡大学哲学教授。在拒绝了智利圣地亚哥大学的教授席位后，利普斯于1936年接受了法兰克福大学的讲席教授职务。
在利普斯的整个学术生涯中，他偶尔从事医学，交替出任军队医生和国家医生。在1921/1922以及1930/1931年间（当时他已经在成为教授），利普斯长时间担任海军医生，并前往除澳大利亚以外的其他所有大陆。1934年，汉斯·利普斯加入了纳粹親衛隊[./Hans_Lipps#cite_note-2 [2]]。根据奥托·弗里德里希·博洛克（Otto Friedrich Bollnow）的说法，利普斯曾经这样做是为了和纳粹党保持一定距离，他原以为親衛隊是一个纯粹的军事组织。
1939年9月二战开始时，利普斯被征入军队，担任法国和俄罗斯的军医。1941年9月10日，利普斯在Shabero/Ochwat战役中丧生，遗体埋葬在附近的杜迪努公墓。

## 哲学思想：“负责任的自我认可”
利普斯认为，人的存在奠基于对现实的解释。追问哪种事物指涉到、并从根本上包含了人，这相关于一切事物首先之所是者。
同样，胡塞尔也需要进行一个回转。然而，胡塞尔的转向并不指向具体的人，而是指向“先验自我”，一个具体的人首先是通过先验自我才得以被构成。马丁·海德格尔借助关于此在的存在论分析取代了胡塞尔对“先验意识”的意向性分析，他在《存在与时间》中通过基础本体论这一概念对此进行了说明。
同样，利普斯也关注具体人类的“存在”（Sein）。不同于海德格尔把“存在”解释为“显示自身”之物，利普斯从这样一个问题开始：“存有者的丰富意义在何种程度上导致了对我之存在的构成的经验？”在这个问题上，利普斯更接近胡塞尔的先验追问方法。但不同于胡塞尔的是，利普斯既不关心存有者的构成，也不像海德格尔那样关心“存在与存有者”的问题。在利普斯看来，存在不能从其本质的具体化中解脱出来。他更感兴趣的是谓词“是”（being）的丰富含义：诸如“是蓝的”、“是狮子”、“是铁”等陈述中的“是”指代不同的东西，并且在各自的意义中不尽相同。所以利普斯得出结论说：“并没有普遍的本体论。”
利普斯的基本哲学态度：“哲学并不是由对象决定的，而是由从事哲学活动的主体的样式、以及它如何在其知觉运动中关涉自身而决定的”。哲学既不能被界定为一个具体的主题，也不是一个划定了明确界线的研究领域——哲学不能被肢解为具体学科或被人为掌控。 “哲学”阐明了这样一种方向和视角，即：人们不能刻意假设哲学是我的态度的一部分，它与我们的自然倾向背道而驰。哲学不打算提供新的理由，相反，哲学“作为对一个已经存在的基础工作的负责任接纳”而出现。在哲学中，我成为对我自己的意识。
哲学要追溯那些在没有对其自身的意识之前呈现出来的东西，并引出对它们的意识。因此，我试图在我的起源中意识到自己，从而达到与现实的原始关系。不是通过处理先前的决定，而是通过在这些先前决定中接受我自己。这样一种哲学并非面向启蒙，而是面向我之存在的负责任的表现、面向恰切的存在。就此而言，哲学即是存在哲学。
哲学的职权范围是现实性，就其而言我已然触及到这一领域，并一直都在这个范围之内，这时我获得了对自己和现实性有了前判断的理解。正是在这种关系中，现实性成为了现实，人类也意识到自身。自我和他人的现实性指向了事物的现实性，而后者重又回指到前者。任何东西只有在这种均衡中才得以存在。最后正是由于这个原因，一切真实的和一定程度上真实的东西都回指到我自己和他人的（实践的和理论的）能力，通过这种能力，人类存在才被实现。所以，这种关系是“存在之可能性的迹象”：一块铁、蓝色、视觉、认知、尴尬等等。
哲学将人类的存在揭示为现实性的中心——类比于文本的解释。因此利普斯认为，哲学是一种指向人类存在的现实性解释学，其目的是使后者能获得自身的实现。“解释学”必然意味着一个根本上的回溯性维度。
哲学作为现实性解释学同与语言紧密相关。通过语言，孤独的现实性（无论是在物体对象方面，还是在人类存在方面）得以揭示出来。因此，哲学探索的首要任务在于：掌握并遵循朝向蕴含在世界和言论中的意义痕迹。同时，哲学必须要澄清这些痕迹，并阐明它们之作为逻辑基础的前判断的理解样式。这导致了词义开放性的问题。与胡塞尔“意义的观念统一体”理论形成鲜明对照的是，利普斯强调了某些话语的“开放中立性”，其意义随谈论情景的变化而变化。这类似于维特根斯坦的“语言游戏”理论。进一步的相似之处在于维特根斯坦的“边缘模糊概念”（《哲学研究》第71节）与“设想概念”两者之间，在这两种情况都是由“游戏”一词来说明的。然而，没有证据表明两人曾受到对方影响。

## 著作
Hans Lipps: Werke in five volumes. Frankfurt a. Main: Vittorio Klostermann Verlag, 1976-1977.
- Volume I: Untersuchungen zur Phänomenologie der Erkenntnis. Part 1: “Das Ding und seine Eigenschaften “ (1927); Part 2: “Aussage und Urteil “ (1928). ISBN 978-3-465-01137-8
- Volume II: Untersuchungen zu einer hermeneutischen Logik (1938). ISBN 978-3-465-01147-7
- Volume III: Die menschliche Natur (1941). ISBN 978-3-465-01221-4
- Volume IV: Die Verbindlichkeit der Sprache. “Aufsätze und Vorträge” (1929 bis 1941), “Frühe Schriften” (1921 bis 1927), “Bemerkungen.” ISBN 978-3-465-01222-1
- Volume V: Die Wirklichkeit des Menschen. “Aufsätze und Vorträge” (1932 bis 1939), “Frühe Schriften” (1921 und 1924), “Fragmentarisches.” ISBN 978-3-465-01223-8

伽达默尔在利普斯著作的序言中写到：“在我们当下的时代，利普斯的著作应再一次被人们重视。在英国，从语言‘矿场’采矿的人不仅有维特根斯坦、奥斯丁和塞尔这些前任，而且还有汉斯·利普斯这个出色的对手。在对语言的研究中，利普斯这里的思想资源几乎取之不尽用之不竭。而在现象学家中，利普斯对语言的听觉敏感性和手势知觉的研究无可匹敌。”

## 扩展阅读
- Otto Friedrich Bollnow, Studien zur Hermeneutik. Volume II: “Zur hermeneutischen Logik von Georg Misch und Hans Lipps.” Freiburg / München: Alber, 1983. ISBN 3-495-47513-3
- Otto Friedrich Bollnow, Hans Lipps: “Ein Beitrag zur philosophischen Lage der Gegenwart,” in Blätter für Deutsche Philosophie.16 (1941/3), p. 293-323 [1]
- Gottfried Bräuer: Wege in die Sprache. Ludwig Wittgenstein und Hans Lipps,  in: Bildung und Erziehung 1963, pp. 131–140.
- Alfred W. E. Hübner, Existenz und Sprache. Überlegungen zur hermeneutischen Sprachauffassung von Martin Heidegger und Hans Lipps. Berlin: Duncker und Humblot, 2001. ISBN 3-428-10286-X
- Frithjof Rodi “Beiträge zum 100. Geburtstag von Hans Lipps am 22. November 1989: 4 Beiträge zur Biographie, 4 Beiträge zur Philosophie von Hans Lipps, Texte und Dokumente,” in Dilthey-Jahrbuch für Philosophie und Geschichte der Geisteswissenschaften 6 (1989), ed. together with O. F. Bollnow, U. Dierse, K. Gründer, R. Makkreel, O. Pöggeler and H.-M- Sass. Göttingen: Vandenhoek & Ruprecht, 1989.
- Guy van Kerckhoven / Hans Lipps: Fragilität der Existenz. Phänomenologische Studien zur Natur des Menschen. Verlag Karl Alber, Freiburg / München 2011. ISBN 978-3-495-48494-4
- Gerhard Rogler, Die hermeneutische Logik von Hans Lipps und die Begründbarkeit wissenschaftlicher Erkenntnis. Würzburg: Ergon, 1998. ISBN 3-932004-74-4
- Wolfgang von der Weppen, Die existentielle Situation und die Rede. Untersuchungen zu Logik und Sprache in der existentiellen Hermeneutik von Hans Lipps. Würzburg: Königshausen und Neumann, 1984. ISBN 3-88479-160-5
- Meinolf Wewel, Die Konstitution des transzendenten Etwas im Vollzug des Sehens. Eine Untersuchung im Anschluß an die Philosophie von Hans Lipps und in Auseinandersetzung mit Edmund Husserls Lehre vom “intentionalen Bewußtseinskorrelat.” Düsseldorf 1968. ISBN 3-495-47528-1 - Google